# Vladimir Pozner

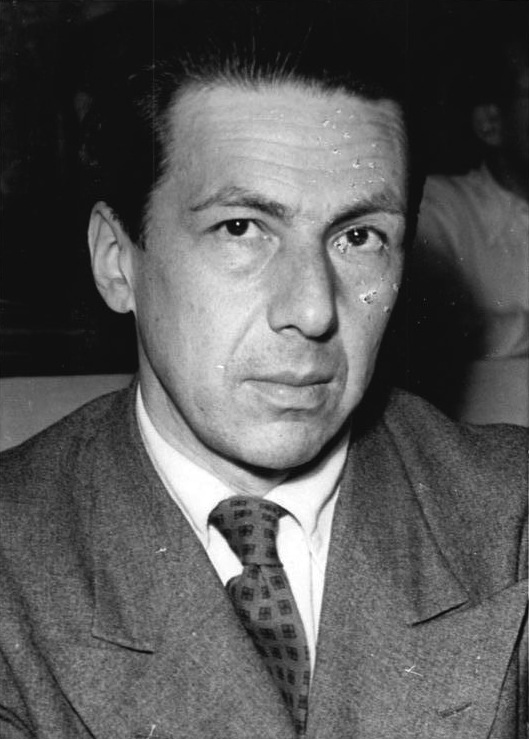
Vladimir Pozner (1950)

Vladimir Pozner (* 5. Januar 1905 in Paris; † 19. Februar 1992 ebenda) war ein französischer Schriftsteller und Drehbuchautor russischer Herkunft.

## Leben
Pozner studierte in Leningrad und Paris. Er war zunächst als Journalist und Übersetzer tätig. Seine schriftstellerische Tätigkeit begann er mit Reportagen und Romanen, deren Handlung an Kriegsereignisse und Résistance anknüpften. In seinem Roman Die Irrfahrt wurde der sogenannte Komische Krieg erstmals literarisch verarbeitet. Während des Algerienkrieges ergriff er öffentlich Partei für die algerische Seite. Pozner bezog in seinen Werken ebenfalls klar Stellung gegen Faschismus und gegen atomare Bewaffnung. In verschiedenen Essays bemühte er sich, die russische Literatur für die französischen Leser zu erschließen (Tolstoi est mort 1935, Souvenirs sur Gorki 1957).
1954 gab es eine Zusammenarbeit Pozners mit Bertolt Brecht, als beide gemeinsam in Berlin ein Exposé für den geplanten Film Herr Puntila und sein Knecht Matti schrieben. Pozner erstellte mehrere Drehbuchversionen, an denen sich auch andere beteiligten.

## Werke
- Les Etats-désunis (1938), dt. Die unvereinigten Staaten, Reportagen
- Deuil en 24 heures (1942), dt. Die Irrfahrt, Roman
- Les Gens du pays (1943), dt. Der Fall Huber
- Le Lever du rideau (1961), dt. Die Verzauberten, Roman
- Le Lieu du supplice (1959), dt. Der Richtplatz, Novellen[3]
- Mal de Lune (1974), dt. Mondkrankheit, Roman

## Filmografie (Auswahl)
- 1948: Aus dem Dunkel des Waldes (Another Part of the Forest)
- 1954: Liebe, Frauen und Soldaten (Destinées)
- 1955: Bel Ami
- 1977: Fluchtweg nach Marseille (Zeitzeuge)